# Xiaomi

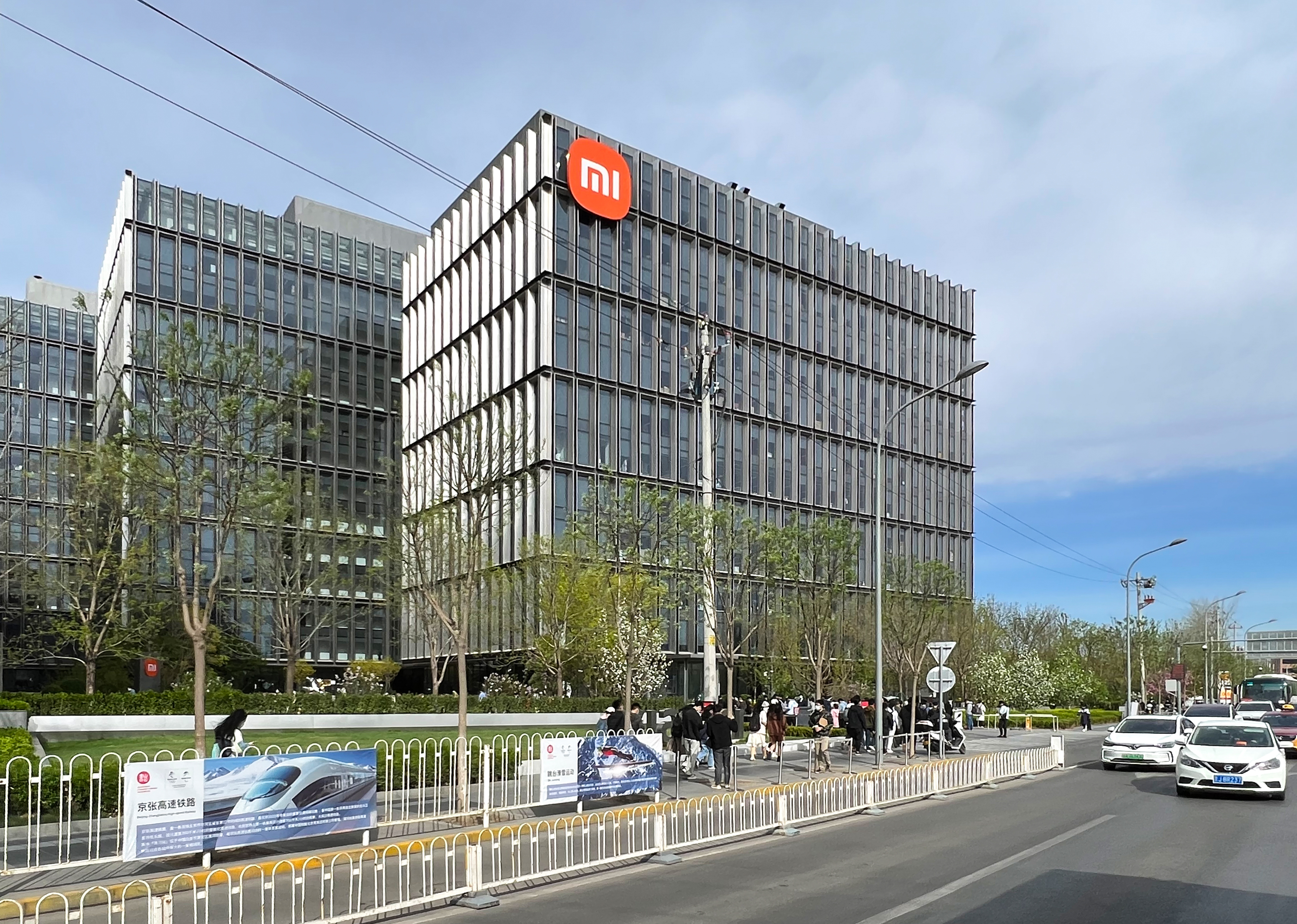
Hauptsitz von Xiaomi in Haidian, Peking

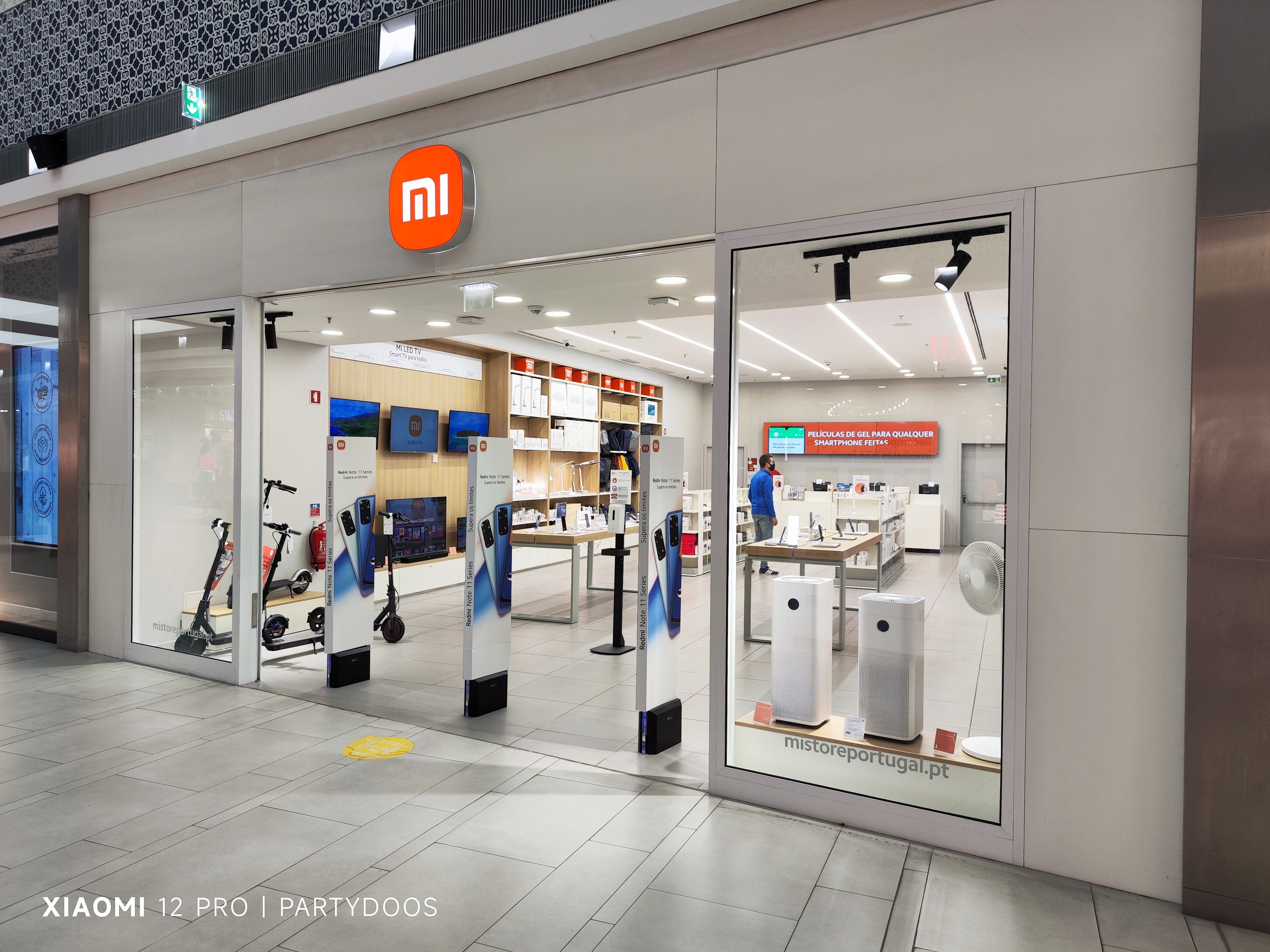
Xiaomi-Ladengeschäft in Portugal

Xiaomi [ˈɕjǎumì] ⓘ (chinesisch 小米科技, Pinyin Xiǎomĭ Kējì) ist ein chinesischer Elektronikhersteller. Das Unternehmen wurde 2010 von Lei Jun gegründet; Xiaomi ist (Apr. 2025) der drittgrößte Smartphone-Hersteller der Welt.
Xiaomi rückte erstmals in den Blickpunkt der Mobilfunkbranche, als 2011 das Android-Smartphone Xiaomi Mi 1, ein günstiges High-End-Gerät, der Öffentlichkeit vorgestellt wurde.
Außerdem wurde mit MIUI eine eigene Benutzeroberfläche für Android entwickelt. Seit 2017 sind Produkte von Xiaomi in einigen europäischen Ländern verfügbar.

## Geschichte
Die im April 2010 gegründete Xiaomi Corporation ist ein Smartphone-Hersteller, der sich auf günstige High-End-Smartphones und die Entwicklung von MIUI konzentriert. Der Kern des Unternehmens besteht aus Smartphones, IoT, der MIUI-Android-Firmware und Miliao.
Der Firmenname Xiaomi (小米) bedeutet Kolbenhirse, wobei sich der chinesische Begriff aus den Schriftzeichen 小 „klein“ und 米 „Reis“ zusammensetzt. CEO Lei Jun wies darauf hin, dass es mehr Bedeutungen als nur „Hirse und Reis“ gebe. Mittlerweile bezeichnet sich die Firma häufig schlicht als Mi, abgeleitet von 米 „Reis“. Das umgedrehte Mi-Logo stellt das chinesische Wort 心 dar, was bedeutet, dass Xiaomi sich um seine Kunden kümmert.
Xiaomi wird von Mitgründer Lei Jun geleitet, der auch der Hauptinvestor ist. Zu den weiteren Gründern gehörten Lin Bin, Li Wanqiang, Zhou Guangping, Huang Jiangji, Liu De und Hong Feng, die Vizepräsidenten des Unternehmens sind.
Im ersten Halbjahr 2012 erzielte Xiaomi etwa 810 Millionen Euro Umsatz. 2013 verkaufte das Unternehmen 17 Millionen Smartphones und stand in einem starken Wachstum. Im ersten Quartal des Jahres 2014 wurden 11 Millionen Smartphones verkauft. Seit Ende 2016 ist Xiaomi in China der viertgrößte Smartphone-Hersteller.
In Indien war Xiaomi laut einem Bericht auf dealdoktor.de im Mai 2018 die Nummer 1 bei verkauften Smartphones und hatte Samsung auf den zweiten Platz verdrängt. Das eigene Betriebssystem MIUI hatte zu dieser Zeit über 300 Mio. User weltweit. Xiaomi investierte unter anderem in das Unternehmen Ninebot, das im Jahr 2015 das amerikanische Unternehmen Segway aufkaufte.
Im August 2013 wechselte der Vizepräsident von Googles Android-Sparte Hugo Barra zu Xiaomi. Er sollte für die internationale Entwicklung und strategische Partnerschaften zuständig sein. Dieser verließ Xiaomi und China im Februar 2017 wieder und ist seit April 2017 als „VP of VR“ bei Facebook im Silicon Valley angestellt.
Im Frühling 2014 führte Xiaomi die Marke „Redmi“ ein, die sich auf Mid-End- und Low-End-Smartphones spezialisiert hat. 2014 war Xiaomi einer der Investoren für die Gründung des Unternehmens Xiaoyi, das im Ausland unter dem Namen Yi Technology firmiert und verschiedene Kameras entwickelt. Im Jahr 2017 eröffneten in Minsk (Juni) und Athen (Oktober) die ersten offiziellen Mi Stores in Europa.
Das chinesische Unternehmen konzentrierte sich im Jahr 2017 noch auf den heimischen sowie den indischen Markt, expandiert jedoch zunehmend in Europa mit eigenen Läden. Im Mai 2018 eröffnete erstmals im deutschsprachigen Raum ein Mi Store in der Shopping City Süd Nähe Wien, wobei dieser von einem in Österreich ansässigen Distributor geführt wird. Seit 2019 ist Xiaomi auch in Deutschland vertreten.
Seit 9. Juli 2018 ist die Xiaomi-Aktie an der Hong Kong Stock Exchange notiert. Der Börsengang erbrachte dem Unternehmen 4,72 Milliarden US-Dollar, deutlich weniger als erwartet worden war. Im Sommer 2018 führte Xiaomi die Marken BlackShark für Gaming- und Pocophone für High-End-Smartphones ein, während das erste Pocophone, genannt F1, dem Xiaomi Mi 8 sehr ähnlich ist.
Im Januar 2019 kündigte Xiaomi an, Redmi als eigenständige Marke zu führen. Am 23. Juli 2020 wurde ein Mi Store in Düsseldorf eröffnet.
Im August 2021 wurde das Elektroauto-Tochterunternehmen Xiaomi EV Corp Inc („Xiaomi Auto“) offiziell eingetragen.

## Geschäftsfelder

### Smartphones
- Smartphones der Xiaomi-Reihe→ Hauptartikel: Smartphones der Xiaomi-Reihe In der Xiaomi-Hauptreihe erscheinen unter anderem die Smartphones im Mittelklasse- bis Flaggschiffbereich. Daneben gibt es in der Xiaomi-Hauptreihe noch mehrere Untergruppen: Xiaomi Note für Smartphones der Mittelklasse mit guter Kamera, Xiaomi Mix für besondere Smartphones mit der neuesten Technik und einem progressiveren Design und Xiaomi A für Smartphones mit Android One. Bis 2021 hieß die Xiaomi-Hauptreihe Mi-Reihe.
- Smartphones der Redmi-Reihe→ Hauptartikel: Redmi Unter der Untermarke Redmi verkauft Xiaomi hauptsächlich Einsteiger- und Mittelklassesmartphones.
- Smartphones von Poco→ Hauptartikel: Smartphones von Poco Unter der Untermarke Poco verkauft Xiaomi hauptsächlich Einsteiger- und Mittelklassesmartphones.

### Lifestyle-Produkte
- Smartwatches
- Activity Tracker
- Kopfhörer

### Betriebssysteme
Xiaomi verwendet auf seinen Smartphones das Android-Betriebssystem. Dazu kommt noch die von Xiaomi entwickelte Benutzeroberfläche MIUI zum Einsatz, diese Benutzeroberfläche kommt auch bei den Geräten der Redmi-Reihe und den Smartphones von Poco zum Einsatz. Xiaomi bietet, wie auch Google und Oneplus, drei Jahre Softwareupdates und vier Jahre Sicherheitsupdates an. Bei Notebooks verwendet Xiaomi als Betriebssystem Windows. Bei den Smartwatches und den Fitnessarmbändern kommt ein hauseigenes Betriebssystem zum Einsatz.

### E-Scooter
Mi Scooter und Ninebot.

### Smart Home

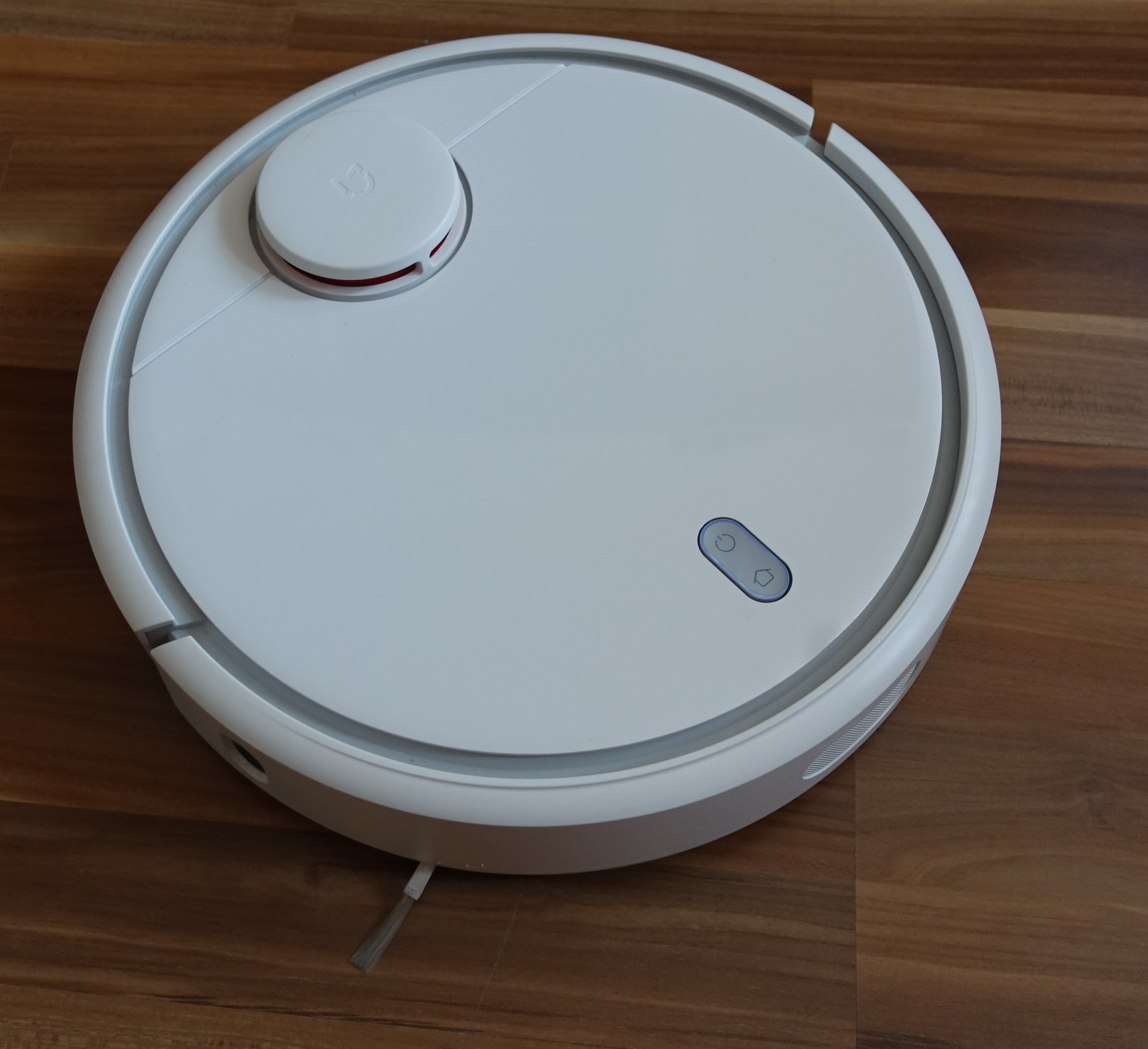
Mi Robot Vacuum

Der Robot Vacuum ist ein seit. August 2016 erhältlicher Staubsaugerroboter von Xiaomi für den chinesischen Markt. Er hat zwölf Sensoren, unter anderem einen Laser-Distanz-Sensor, einen E-Kompass, mehrere Ultraschallsensoren, ein Gyroskop und einen Beschleunigungssensor, mit denen der Raum erfasst wird. Mithilfe dieser Sensoren wird Simultaneous Localization and Mapping (SLAM) durchgeführt, das sich sonst nur bei wesentlich teureren Saugrobotern findet.
Auf dem 34C3 wurde ein Hack des Staubsaugers präsentiert: mittels Firmware-Update konnte Root-Zugriff erlangt werden. Eine Analyse ergab, dass als Software am Staubsauger Ubuntu 14.04 LTS, das Player Project sowie eine angepasste Version der Android Debug Bridge zum Einsatz kommen.
Xiaomi stellt auch die Roborock-Saug- und Wischroboter her. Dreame ist ein Tochterunternehmen, das ebenfalls Saugroboter verkauft.

## Xiaomi Auto

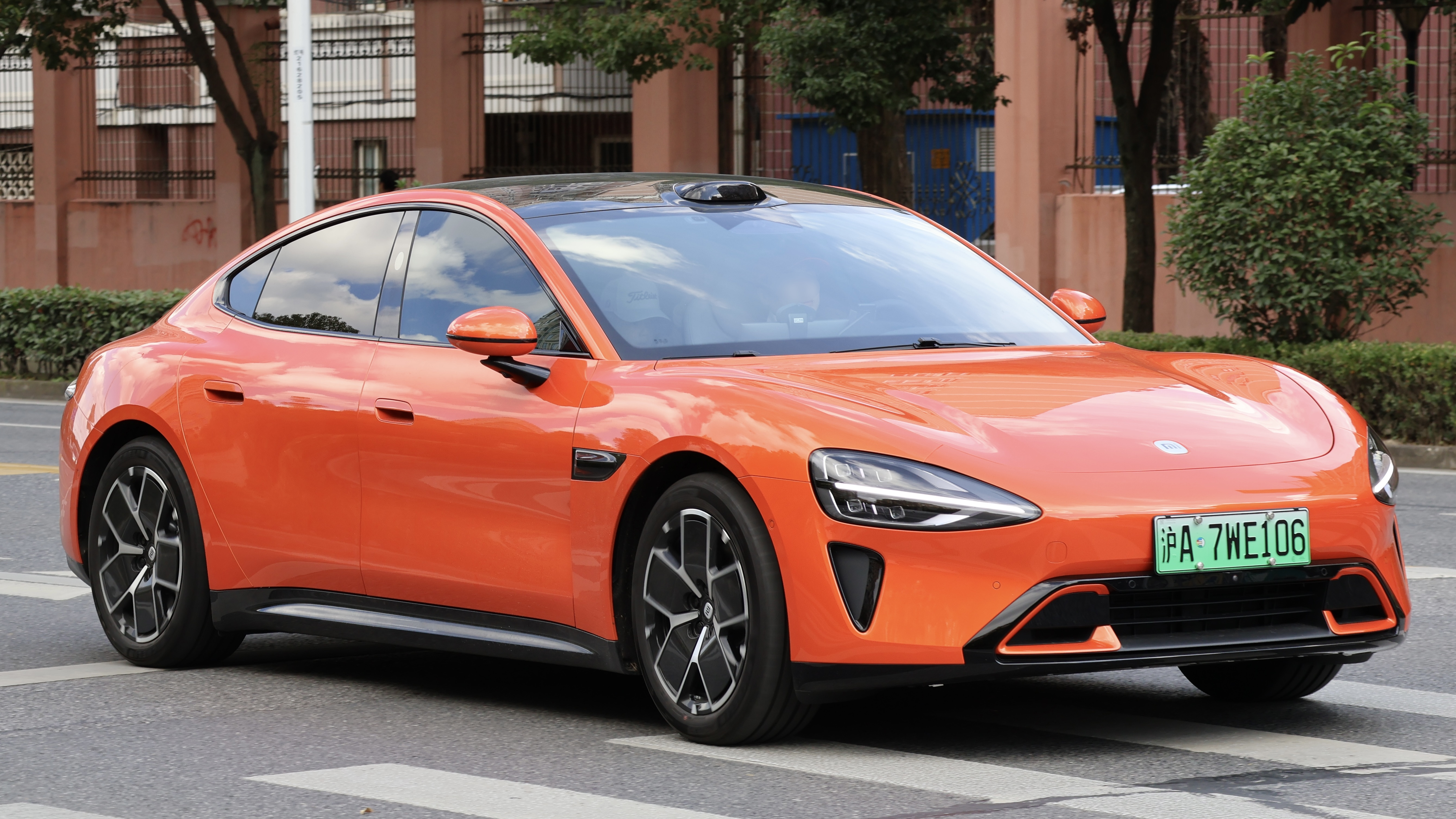
Elektroauto SU7

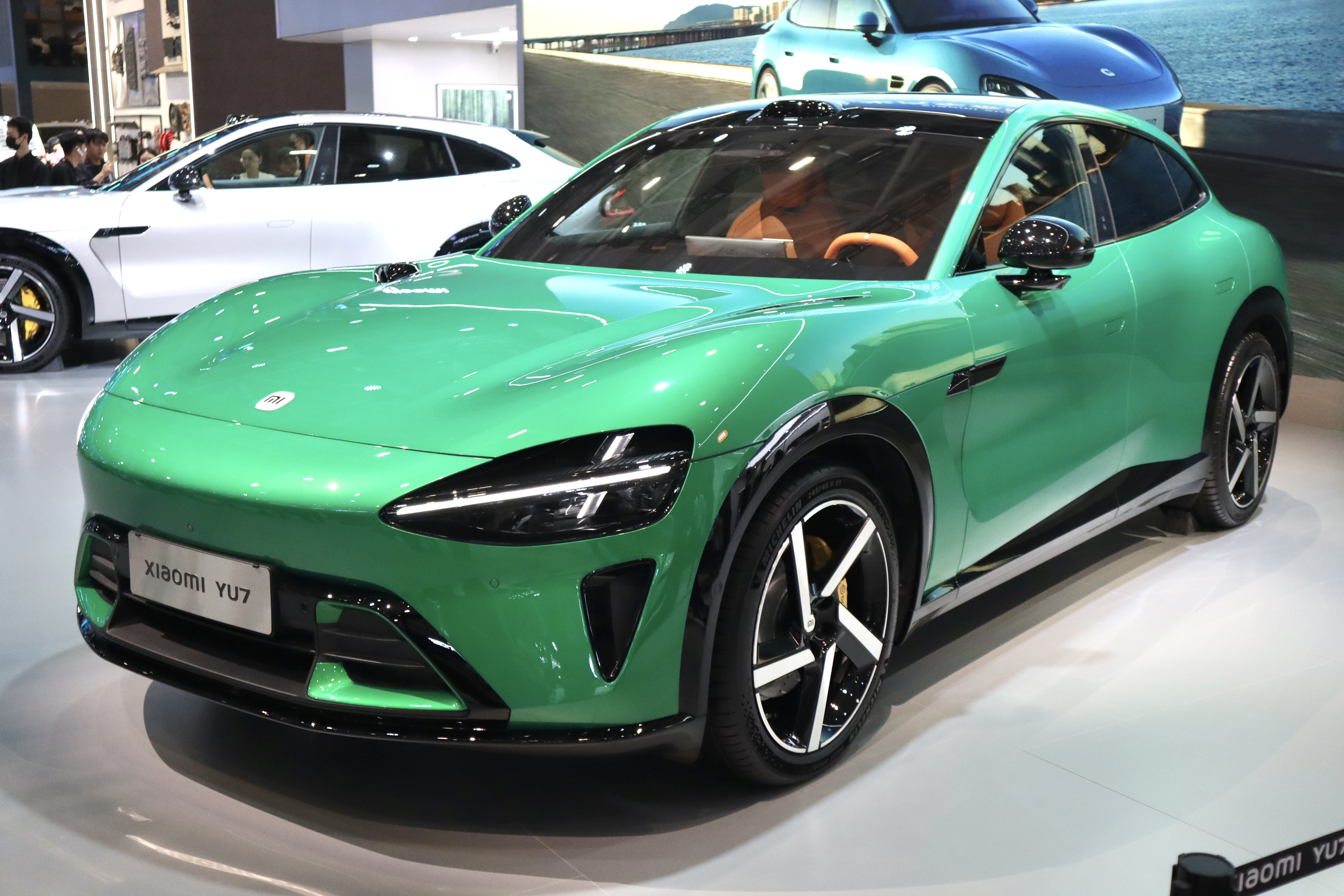
Elektro-SUV YU7

Das Elektroauto-Tochterunternehmen Xiaomi EV Corp Inc („Xiaomi Auto“) wurde im August 2021 offiziell eingetragen. Kurz zuvor hatte Xiaomi das Startup DeepMotion erworben, das Software für autonomes Fahren entwickelt. Im Joint Venture mit Bestune ist Xiaomi schon an dem SUV Bestune T77 beteiligt. Zudem liefert Xiaomi die Konnektivität für den chinesischen Kleinstwagen Baojun E300.
Im November 2023 wurde das erste eigene Elektroautomodell unter dem Namen Xiaomi SU7 vorgestellt. Es handelt sich um eine rund fünf Meter lange Limousine mit einer LFP-Batterie von BYD bzw. einer NMC-Batterie von CATL oder CALB. Das Auto wurde im November 2023 vorgestellt. Auf dem GSMA Mobile World Congress 2024 wurde es erstmals in Europa gezeigt. Der Verkaufsstart in China fand am 28. März 2024 in Peking statt. Produziert wird das Fahrzeug vom chinesischen Automobilhersteller BAIC. Nach Auslieferung der ersten Fahrzeuge zeigten sich in einigen Fällen technische Probleme bzw. Qualitätsmängel. Von Beginn der Auslieferungen im April 2024 bis zum April 2025 wurden 258.000 Einheiten ausgeliefert.
Im Dezember 2024 präsentierte Xiaomi als zweites Modell das Mittelklasse-SUV YU7 mit einer NMC-Batterie von CATL. Es kam im Sommer 2025 in den Handel.

## Kritik

### Datenübertragungen nach China
Aufgrund der automatischen Übermittlung und des Sammelns personenbezogener Daten auf chinesische Server stand das Unternehmen wiederholt in der Kritik. 2014 wurde bekannt, dass Smartphones der Redmi-Note-Serie Daten wie Fotos, SMS und E-Mails senden, solange diese über WLAN verbunden sind. Der Benutzer wurde darüber nicht in Kenntnis gesetzt und konnte weder darüber entscheiden, ob er damit einverstanden ist, noch die Kommunikation zwischen bestimmten Servern deaktivieren.
Xiaomi bestätigte die Datenübertragungen und kündigte ein Update an, das dem Nutzer künftig die Wahl lasse, ob die Nutzung des Cloud-Messaging-Systems stattfindet. Das Update wurde im August 2014 veröffentlicht.
2020 wurden erneut umfassende Datenübertragungen von Xiaomi-Smartphones an von Xiaomi gemietete Alibaba-Server in Russland und Singapur bekannt, darunter jede mit dem Browser des Betriebssystems besuchte Webseite, jede Suchanfrage (egal mit welcher Suchmaschine, selbst im Inkognito-Modus des Browsers), die vom Benutzer geöffneten Ordner, die betrachteten Bildschirme, die gesetzten Einstellungen und Kennungen. Xiaomi bestätigte, umfangreiche Daten über das Smartphone und dessen Nutzer zu sammeln.
Anfang Oktober 2021 wurde berichtet, dass das litauische Verteidigungsministerium davor warnt, Smartphones von Xiaomi zu nutzen, da Xiaomi selbst das Datensammeln von Google um das ca. 15-fache überträfe. Zudem senden die geprüften Modelle Nutzerdaten nach Asien, wobei persönliche Daten, wie zum Beispiel der Zugang zum Online-Banking oder auch Bewegungsdaten, nach außen dringen können. Des Weiteren verfügen die 5G-Geräte über eingebaute Zensurfunktionen, die jederzeit aus der Ferne aktiviert werden können. Auch Taiwan behauptete 2022, dass das Xiaomi 10T-Smartphone über Filterlisten Zensur und Überwachung ausübe.
Das Bundesamt für Sicherheit in der Informationstechnik (BSI) veröffentlichte 2022 das Ergebnis einer mehrmonatigen Untersuchung der Hard- und Software von Xiaomi-Handys. Dabei konnte das BSI keinerlei Hinweise darauf finden, dass die von Litauen und Taiwan aufgestellten Vorwürfe über Zensur und Überwachung zuträfen. Insbesondere konnte das BSI auch keine Übermittlung von Filterlisten, wie in den ursprünglichen taiwanischen Vorwürfen beschrieben, feststellen.

### Lizenzverletzungen
Da Xiaomi keine Quellcodes für den in den Produkten verwendeten Linux-Kernel bereitstellte, verstieß der Hersteller gegen Lizenzbestimmungen (GPL). In einer Petition wurde die Herausgabe des Quellcodes für den Kernel und einige Teile der MIUI-Firmware gefordert. Im September 2013 kündigte Xiaomi die Veröffentlichung des Kernel-Quellcodes seiner Mi-Smartphones an. Umgesetzt wurde dies im März 2015.

### Umweltverschmutzung
Bei dem 2017 von Greenpeace veröffentlichten Nachhaltigkeitsbericht zum Thema Smartphones, Laptops und Tablets bekam Xiaomi die schlechteste Bewertung (F), dies setzt sich aus der Umweltfreundlichkeit des verwendeten Stroms (F), der Wiederverwendbarkeit der Materialien (und ob diese bereits einmal recycelt worden sind) (F), dem Einsatz von gefährlichen Chemikalien (F) und der Reparierbarkeit zusammen.